# Safareig de Penelles
El Safareig de Penelles és una obra de Penelles (Noguera) protegida com a bé cultural d'interès local.

## Descripció
El safareig està situat a l'oest del nucli de Penelles, sobre el camí de les roques. Es tracta d'una estructura quadrada de 50 cm de profunditat feta amb blocs de pedra coberts per rajoles.
Aquest safareig es va construir per substituir l'antiga bassa del carrer del Carme, a tocar del carrer de les Roques, ja que impedia el creixement d'aquest vial. Els problemes d'insalubritat eren considerables la zona quedava enfangada i es feia pudor a causa dels productes utilitzats per rentar.
El 1892 el consistori de Penelles va vendre, mitjançant subhasta pública, l'indret ocupat per l'antiga bassa de rentar. Amb aquests diners es va poder finançar el nou rentador. A principis de 1894 el safareig ja estava acabat. Posteriorment, però es va haver de fer un desguàs per evitar que s'acumulés l'aigua al voltant del safareig.